# Mistrzostwa Polski juniorów do lat 16 w szachach
Mistrzostwa Polski juniorów do lat 16 w szachach – turnieje szachowe mające na celu wyłonienie medalistów mistrzostw Polski juniorów w kategorii do 16 lat. W latach 1986–1990 rozgrywane były w grupie wiekowej do lat 15 (oficjalna nazwa: mistrzostwa Polski juniorów młodszych), natomiast do 1991 r. wszystkie turnieje odbyły się w ramach Ogólnopolskiej Olimpiady Młodzieży. Od pierwszej edycji obowiązuje system szwajcarski.

## Medaliści mistrzostw Polski juniorów do 15 lat
| Lp | Rok  | Miasto      | Juniorzy                                                        | Juniorki                                                             |
| -- | ---- | ----------- | --------------------------------------------------------------- | -------------------------------------------------------------------- |
| 1  | 1986 | Łódź        | 1. Marcin Dłużniewski 2. Marcin Stasiak 3. Zbigniew Robak       | 1. Krystyna Dąbrowska 2. Anna Kleszarska 3. Grażyna Penk             |
| 2  | 1987 | Częstochowa | 1. Grzegorz Zieliński 2. Mirosław Maślej 3. Wojciech Zdrojewski | 1. Joanna Śmiechowska 2. Krystyna Dąbrowska 3. Jolanta Turczynowicz  |
| 3  | 1988 | Wrocław     | 1. Artur Jakubiec 2. Tomasz Muc 3. Damian Markowski             | 1. Krystyna Dąbrowska 2. Jolanta Turczynowicz 3. Wioletta Zakrzewska |
| 4  | 1989 | Żychlin     | 1. Paweł Jaracz 2. Damian Markowski 3. Piotr Bartosik           | 1. Małgorzata Sułkowska 2. Joanna Burdzińska 3. Hanna Jabłońska      |
| 5  | 1990 | Brzozów     | 1. Tomasz Markowski 2. Robert Ciemniak 3. Marcin Wałach         | 1. Magdalena Kludacz 2. Magdalena Gużkowska 3. Olimpia Bartosik      |

## Medaliści mistrzostw Polski juniorów do 16 lat
| Lp | Rok  | Miasto          | Juniorzy                                                         | Juniorki                                                              |
| -- | ---- | --------------- | ---------------------------------------------------------------- | --------------------------------------------------------------------- |
| 1  | 1991 | Limanowa        | 1. Robert Ciemniak 2. Tomasz Markowski 3. Marcin Wałach          | 1. Magdalena Gużkowska 2. Anna Protaziuk 3. Bogumiła Tarachowicz      |
| 2  | 1992 | Biała Podlaska  | 1. Jacek Dubiel 2. Michał Swół 3. Piotr Dobrowolski              | 1. Olimpia Bartosik 2. Dorota Rusak 3. Monika Aksiuczyc               |
| 3  | 1993 | Grudziądz       | 1. Marcin Kamiński 2. Robert Kempiński 3. Bartłomiej Macieja     | 1. Monika Bobrowska 2. Marta Zielińska 3. Monika Aksiuczyc            |
| 4  | 1994 | Żagań           | 1. Bartosz Soćko 2. Jakub Filipek 3. Rafał Łobejko               | 1. Joanna Dworakowska 2. Joanna Strojna 3. Dorota Zaremba             |
| 5  | 1995 | Żagań           | 1. Rafał Antoniewski 2. Łukasz Twardowski 3. Rafał Biały         | 1. Dorota Iwaniuk 2. Dalia Blimke 3. Magdalena Mąka                   |
| 6  | 1996 | Żagań           | 1. Rafał Antoniewski 2. Marcin Szeląg 3. Paweł Blehm             | 1. Iweta Radziewicz 2. Dorota Iwaniuk 3. Mariola Rutkowska            |
| 7  | 1997 | Nadole          | 1. Marcin Szeląg 2. Michał Szulc 3. Krzysztof Gratka             | 1. Alina Tarachowicz 2. Małgorzata Głazik 3. Magdalena Zawadzka       |
| 8  | 1998 | Krynica Morska  | 1. Marcin Dziuba 2. Marcin Szymański 3. Krzysztof Jasik          | 1. Katarzyna Jurkiewicz 2. Marta Samborska 3. Maja Kotwicka           |
| 9  | 1999 | Nowa Ruda       | 1. Marcin Szymański 2. Marcin Dziuba 3. Aleksander Miśta         | 1. Alicja Chmielińska 2. Justyna Skrochocka 3. Małgorzata Kucypera    |
| 10 | 2000 | Wisła           | 1. Jerzy Owczarzak 2. Bartłomiej Heberla 3. Rafał Tomczak        | 1. Katarzyna Toma 2. Anna Socha 3. Daria Pokojska                     |
| 11 | 2001 | Zakopane        | 1. Bartłomiej Heberla 2. Dominik Sypnicki 3. Zbigniew Pakleza    | 1. Joanna Worek 2. Edyta Kupczyk 3. Beata Kądziołka                   |
| 12 | 2002 | Bartkowa        | 1. Radosław Wojtaszek 2. Zbigniew Pakleza 3. Marcin Krysztofiak  | 1. Beata Kądziołka 2. Karina Szczepkowska 3. Aleksandra Wojciechowska |
| 13 | 2003 | Krynica-Zdrój   | 1. Wojciech Moranda 2. Krystian Kuźmicz 3. Paweł Czarnota        | 1. Karina Szczepkowska 2. Magdalena Kozak 3. Anna Kohut               |
| 14 | 2004 | Łeba            | 1. Marcin Tazbir 2. Michał Luch 3. Paweł Czarnota                | 1. Joanna Majdan 2. Marta Przeździecka 3. Beata Andrejczuk            |
| 15 | 2005 | Łeba            | 1. Jacek Tomczak 2. Michał Olszewski 3. Arkadiusz Leniart        | 1. Hanna Leks 2. Anna Nawrot 3. Monika Kaniak                         |
| 16 | 2006 | Łeba            | 1. Jacek Tomczak 2. Arkadiusz Leniart 3. Adrian Panocki          | 1. Katarzyna Radziewicz 2. Maria Gościniak 3. Wioletta Sobierska      |
| 17 | 2007 | Łeba            | 1. Kacper Piorun 2. Marcin Sieciechowicz 3. Kamil Klim           | 1. Klaudia Kulon 2. Magdalena Krasnodębska 3. Jagoda Gołek            |
| 18 | 2008 | Łeba            | 1. Paweł Kowalczyk 2. Marcin Sieciechowicz 3. Maciej Klekowski   | 1. Klaudia Kulon 2. Kinga Zakościelna 3. Anna Warakomska              |
| 19 | 2009 | Chotowa         | 1. Marcel Kanarek 2. Zbigniew Strzemiecki 3. Marcin Krzyżanowski | 1. Dominika Ostrowska 2. Katarzyna Adamowicz 3. Sara Kowalska         |
| 20 | 2010 | Karpacz         | 1. Marcin Krzyżanowski 2. Kamil Dragun 3. Paweł Weichhold        | 1. Aleksandra Zmarzły 2. Luiza Tomaszewska 3. Klaudia Wiśniowska      |
| 21 | 2011 | Murzasichle     | 1. Kacper Drozdowski 2. Jan Musiałkiewicz 3. Mirosław Lewicki    | 1. Anna Iwanow 2. Maria Leks 3. Klaudia Wiśniowska                    |
| 22 | 2012 | Solina          | 1. Aleksander Kaczmarek 2. Filip Cukrowski 3. Szymon Kulaś       | 1. Urszula Grochocińska 2. Monika Rykała 3. Angelika Dziodzio         |
| 23 | 2013 | Szczyrk         | 1. Łukasz Jarmuła 2. Piotr Śnihur 3. Ryszard Eggink              | 1. Ewa Harazińska 2. Mariola Woźniak 3. Oliwia Kiołbasa               |
| 24 | 2014 | Jastrzębia Góra | 1. Radosław Gajek 2. Łukasz Jarmuła 3. Przemysław Piotrowski     | 1. Aleksandra Dadełło 2. Ewa Harazińska 3. Weronika Posuniak          |
| 25 | 2015 | Karpacz         | 1. Kacper Grela 2. Igor Janik 3. Mikołaj Winiarski               | 1. Anna Kubicka 2. Anna Karykowska 3. Wiktoria Cieślak                |